# ウティンガスピス
ウティンガスピス（Wutingaspis、武定虫）は、カンブリア紀前期に生息していた三葉虫の属の一つ。澄江動物群に属するが、中国のほかオーストラリアからも出土している。
前をむく横に広い眼を持ち、胸節は15個。尾節は小さい。全長は3.6cmほど。